# Kabinett Wüst II
Das Kabinett Wüst II ist die amtierende Landesregierung von Nordrhein-Westfalen unter Ministerpräsident Hendrik Wüst.
Die schwarz-grüne Koalition aus CDU und Grünen wurde nach der Landtagswahl am 15. Mai 2022 neu gebildet. Sie löste die vorherige schwarz-gelbe Koalition aus CDU und FDP ebenfalls unter Wüsts Führung ab. Ihren Koalitionsvertrag mit dem Titel „Zukunftsvertrag für Nordrhein-Westfalen“ stellten die das Kabinett tragenden Parteien am 23. Juni 2022 in Düsseldorf vor. Am 25. Juni 2022 stimmten Parteitage der beiden Partner dem Koalitionsvertrag zu. Am 27. Juni 2022 wurde er schließlich unterzeichnet.
Der amtierende Ministerpräsident und CDU-Landesvorsitzende Hendrik Wüst wurde am 28. Juni 2022 vom Landtag Nordrhein-Westfalen mit 106 von 181 abgegebenen Stimmen bei 74 Gegenstimmen und einer Enthaltung erneut zum Ministerpräsidenten gewählt; einen Tag später erfolgte die Ernennung der Minister. Acht Minister und den Ministerpräsidenten stellt die CDU, vier die Grünen. Stellvertretende Ministerpräsidentin ist Mona Neubaur (Bündnis 90/Die Grünen).

## Kabinett und Staatssekretäre
| Amt oder Ressort                                                                                            | Bild                                                                                               | Amtsinhaber(in)    | Partei         | Partei                | Staatssekretär(in)                                                           | Partei | Partei                |
| --- | -------------------------------------------------------------------------------------------------- | ------------------ | -------------- | --------------------- | ---------------------------------------------------------------------------- | ------ | --------------------- |
| Ministerpräsident Staatskanzlei                                                                             | | Hendrik Wüst       |                | CDU                   | Bernd Schulte (Amtschef) (Bundesangelegenheiten und Medien; ab 1. Juni 2025) |        | CDU                   |
| Ministerpräsident Staatskanzlei                                                                             | Andrea Milz (Sport und Ehrenamt)                                                                   | Hendrik Wüst       |                | CDU                   |                                                                              |        | CDU                   |
| Ministerpräsident Staatskanzlei                                                                             | Mark Speich (Bundes- und Europaangelegenheiten sowie Internationales und Medien; bis 31. Mai 2025) | Hendrik Wüst       |                | CDU                   |                                                                              |        | CDU                   |
| Ministerpräsident Staatskanzlei                                                                             | Christian Wiermer (Europa und Internationales; ab 1. Juni 2025)                                    | Hendrik Wüst       |                | CDU                   |                                                                              |        | CDU                   |
| Stellvertreterin des Ministerpräsidenten                                                                    | | Mona Neubaur       |                | Bündnis 90/Die Grünen |                                                                              |        |                       |
| Wirtschaft, Industrie, Klimaschutz und Energie                                                              | Paul Höller                                                                                        | Mona Neubaur       |                | Bündnis 90/Die Grünen | Bündnis 90/Die Grünen                                                        |        |                       |
| Wirtschaft, Industrie, Klimaschutz und Energie                                                              | Silke Krebs                                                                                        | Mona Neubaur       |                | Bündnis 90/Die Grünen | Bündnis 90/Die Grünen                                                        |        |                       |
| Finanzen | | Marcus Optendrenk  |                | CDU                   | Dirk Günnewig                                                                |        | CDU                   |
| Inneres | | Herbert Reul       | CDU            | Daniela Lesmeister    | CDU                                                                          |        |                       |
| Arbeit, Gesundheit und Soziales                                                                             | | Karl-Josef Laumann |                | CDU                   | Matthias Heidmeier                                                           | CDU    |                       |
| Justiz | | Benjamin Limbach   |                | Bündnis 90/Die Grünen | Daniela Brückner                                                             |        | Bündnis 90/Die Grünen |
| Schule und Bildung                                                                                          | | Dorothee Feller    |                | CDU                   | Urban Mauer                                                                  |        | CDU                   |
| Umwelt, Naturschutz und Verkehr                                                                             | | Oliver Krischer    |                | Bündnis 90/Die Grünen | Viktor Haase                                                                 |        | Bündnis 90/Die Grünen |
| Landwirtschaft und Verbraucherschutz                                                                        | | Silke Gorißen      |                | CDU                   | Martin Berges                                                                |        | CDU                   |
| Kinder, Jugend, Familie, Gleichstellung, Flucht und Integration                                             | | Josefine Paul      |                | Bündnis 90/Die Grünen | Lorenz Bahr                                                                  |        | Bündnis 90/Die Grünen |
| Heimat, Kommunales, Bau und Digitalisierung                                                                 | Foto: Ina Scharrenbach                                                                             | Ina Scharrenbach   |                | CDU                   | Josef Hovenjürgen (Parlamentarischer Staatssekretär)                         |        | CDU                   |
| Heimat, Kommunales, Bau und Digitalisierung                                                                 | Foto: Ina Scharrenbach                                                                             | Ina Scharrenbach   | Daniel Sieveke | CDU                   | CDU                                                                          |        |                       |
| Kultur und Wissenschaft                                                                                     | | Ina Brandes        | CDU            | Gonca Türkeli-Dehnert | CDU                                                                          |        |                       |
| Bundes- und Europaangelegenheiten, Internationales sowie Medien in der Staatskanzlei Chef der Staatskanzlei | | Nathanael Liminski | CDU            |                       |                                                                              |        |                       |

## Abstimmung im Landtag Nordrhein-Westfalen
| Wahlgang                                                                                 | Kandidat          | Kandidat           | Stimmen    | Stimmenzahl | Anteil | Unterstützer | Unterstützer | Unterstützer               |
| ---------------------------------------------------------------------------------------- | ----------------- | ------------------ | ---------- | ----------- | ------ | ------------ | ------------ | -------------------------- |
| 1. Wahlgang                                                                              |                   | Hendrik Wüst (CDU) | Ja-Stimmen | 106         | 54,4 % |              |              | CDU, Bündnis 90/Die Grünen |
| 1. Wahlgang                                                                              | Nein-Stimmen      | Hendrik Wüst (CDU) | 74         | 37,9 %      |        |              |              | CDU, Bündnis 90/Die Grünen |
| 1. Wahlgang                                                                              | Enthaltungen      | Hendrik Wüst (CDU) | 1          | 0,5 %       |        |              |              | CDU, Bündnis 90/Die Grünen |
| 1. Wahlgang                                                                              | Ungültige Stimmen | Hendrik Wüst (CDU) | 0          | 0,0 %       |        |              |              | CDU, Bündnis 90/Die Grünen |
| 1. Wahlgang                                                                              | nicht abgegeben   | Hendrik Wüst (CDU) | 14         | 7,2 %       |        |              |              | CDU, Bündnis 90/Die Grünen |
| Damit wurde Hendrik Wüst zum Ministerpräsidenten des Landes Nordrhein-Westfalen gewählt. |                   |                    |            |             |        |              |              |                            |